# Brandts Klædefabrik
Brandts Klædefabrik är ett tidigare industriområde från början av 1900-talet i centrala Odense på Fyn i Danmark. 
Brandts Klædefabrik började som ett litet färgeri, som låg vid Vestergade. År 1796 övertog Christian Brandt (1763-1814) färgeriet, och efter hans död övertog sonen Morten Kisbye Brandt företaget. Hans son, Søren Christian Brandt, öppnade 1869 en klädesfabrik med tio anställda på platsen. Fabriken införde från utlandet en rad nya tekniker till förbearbetning av råvaran och företaget expanderade på mark mot Vindegade och byggde ut på 1880-talet. Antalet anställda ökade till 200. År 1897 omvandlades företaget till aktiebolag och bytte namn från M.K. Brandts till A/S Brandts Klædefabrik. Ytterligare utökning skedde 1910-20 med Pantheonbyggnaden. Brandts Klædefabrik var 1920 Odenses största arbetsplats med över 600 anställda. 
År 1973 hade företaget sitt bästa år, men hamnade sedan i kris och lade ned 1977. 
På området, som omfattar Brandts Klædefabriks gamla hus, ligger idag bland annat konstmuseet Brandts, Tidens Samling, Cafe Biografen, konsertplatsen Magasinet, Kulturmaskinen och Det Fynske Kunstakademi.